# Région d'Ali Sabieh
La région d’Ali-Sabieh, située au sud-est de la république de Djibouti, occupe une superficie de 2 400 km2 avec une population estimée à 94 459 habitants, dont trois camps de réfugiés venus de Somalie. Cet ancien district connaît des problèmes d'approvisionnement en eau potable.

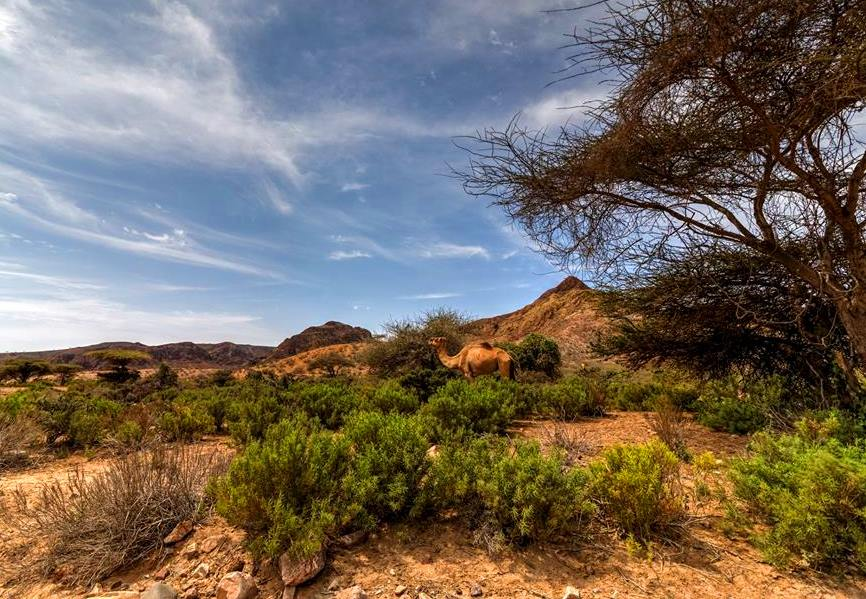
Chameau en pâturage dans la région d'Ali Sabieh

Les perspectives de développement de cette région reposent sur les activités liées au chemin de fer djibouto-éthiopien, l'exploitation des matériaux de construction (cimenterie) et le stockage des marchandises en transit vers l'Éthiopie. La ville d'Ali Sabieh connait un essor économique important avec l'industrialisation de la région. Deuxième centre économique du pays, Ali Sabieh attire les investisseurs djiboutiens.
Le chef lieu de la région est la ville d’Ali Sabieh. C'est, avec quelques interruptions, une circonscription administrative propre depuis 1939.
Mohamed Waberi Assoweh est le préfet de la région d'Ali-Sabieh. Il a remplacé Mokhtar Iltireh Waiss.[réf. nécessaire]